# Nepheloleuca absentimacula
Nepheloleuca absentimacula är en fjärilsart som beskrevs av W. Warren 1900. Nepheloleuca absentimacula ingår i släktet Nepheloleuca och familjen mätare. Inga underarter finns listade i Catalogue of Life.